# Істра (місто)
І́стра (рос. Истра) — місто в Росії, у Московській області. Адміністративний центр Істринського району і міського поселення Істра. Розташовано на річці Істра — притоці Москви. Головна пам'ятка — православний Новоєрусалимський монастир XVII ст., так званий Воскресенський монастир. Стара назва міста до 1930 року — Воскресе́нськ.

## Назва
- І́стра (рос. Истра) — російська сучасна назва з 1930 року. Походить від імені річки Істра. Запроваджена більшовиками в ході політики дехристиянізації країни.
- Воскресе́нськ (рос. Воскресенск) — російська назва міста у 1781—1930 роках.
- Воскресе́нське (рос. Воскресенское) — російська назва села у 1589—1781 роках, що походить від Воскресіння Христового.
- Сафа́тове (рос. Сафатово) — російська назва села до 1589 року. Ймовірно походить від єврейського «Сафат», іншого імені річки Самбатіон (суботньої річки).

## Історія
У 1656 році патріарх Никон заснував у цій місцевості новий центр православ'я, викупив село Воскресенське з трьома сусідніми селами та побудував тут монастир, який назвав Ново-Єрусалимським. Тоді ж річка Істра була перейменована в Йордан (на честь річки в Палестині). 5 жовтня 1781 року «економічна слобода поблизу Воскресенського монастиря» була перетворена у повітове місто Воскресенськ Московської губернії.

### Радянські часи
1918 року монастир було ліквідовано. 1930 року місто було перейменовано в Істру. У роки ІІ Світової війни Істра протягом трьох тижнів (з 27 листопада по 11 грудня 1941 року) була окупована німецькими військами, проте протягом цього часу вони встигли замінувати монастир, а місто підпалити. Тому у повоєнні роки місто будувалось заново. Архітектор О. В. Щусєв розробив проект перетворення Істри у великий рекреаційний центр. Тим не менше в місті почала розвиватись промисловість та науково-дослідна діяльність. А наприкінці 50-х — початку 60-х років ХХ століття стало центром енергетики та космічної промисловості
.

## Міський округ
Місто Істра є центром муніципального утворення до складу якого входять окрім самого міста села Вельяміново та Трусово.

## Промисловість
Місто є важливим центром розвитку промисловості. Містоутворюючим підприємством тут є ВАТ «НДІЕМ» та ВНІІЕТО, які займаються виготовленням відповідно космічної техніки та систем управління і електротермічного устаткування, у тому числі електропічок. Також в місті працюють швейна та меблева фабрики, фабрика з виробництва медичних меблів, підприємство «Рентгенпром», яке виробляє рентгенівську техніку. В місті функціонують заводі «Нутрітек» та «Нутріція», які виготовляють дитяче харчування, з 2003 року фармацевтичне виробництво «КРКА-РУС», 2005 року почало працювати підприємство «Грундфос Істра», яке виготовляє насоси та чимало інших підприємств.

## Транспорт
Істра має залізничне сполучення з Москвою — вокзалами Курським та Ризьким — час у дорозі коливається в проміжку 1 год. 15 хв — 1 год. 30 хв. Новоєрусалимська

## Населення
| Рік  | тис. чол | рік  | тис. чол | рік  | тис. чол | рік  | тис. чол |
| ---- | -------- | ---- | -------- | ---- | -------- | ---- | -------- |
| 1856 | 1.3      | 1959 | 7.0      | 1998 | 32.2     | 2007 | 32.4     |
| 1859 | 2.5      | 1970 | 16.3     | 2000 | 31.5     | 2008 | 32.3     |
| 1897 | 2.3      | 1979 | 30.3     | 2001 | 31.1     | 2010 | 32.0     |
| 1926 | 4.3      | 1989 | 35.0     | 2003 | 33.7     | 2011 | 35.1     |
| 1931 | 6.0      | 1992 | 35.8     | 2005 | 33.0     | 2012 | 35.0     |
| 1939 | 7.3      | 1996 | 32.7     | 2006 | 32.6     | 2013 | 34.8     |

## Освіта
В Істрі працюють чотири загальноосвітні школи, відділення кількох московських електротехнічних науково-дослідних інститутів, педагогічний коледж, професійне училище, музична та мистецька школи.

## Рекреація, туризм

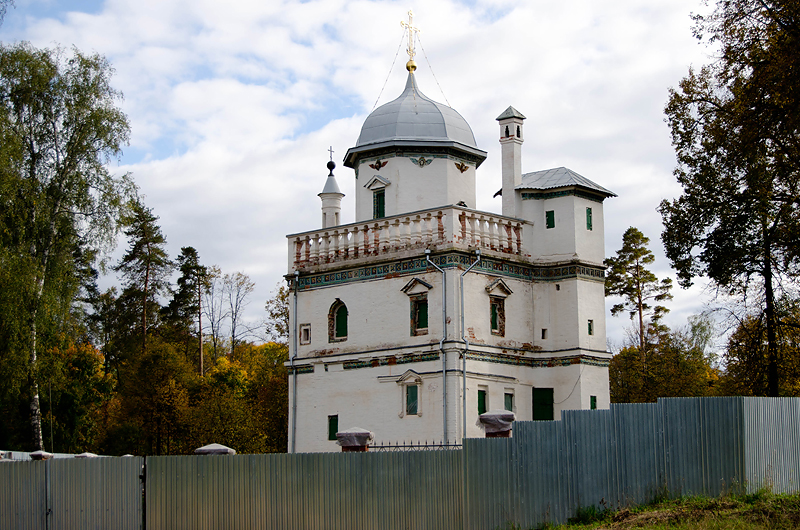
Скит Никона, реконструкція (вигляд з берега Істри)

Околиці Істри — популярне місце відпочинку та туризму, у передмістях Істри діє ряд санаторіїв, серед них «Санаторій Істра» який належить профспілці працівників атомної промисловості. Основним туристичним об'єктом міста є Новоєрусалимський монастир, зараз на його території працює музей.

## Культура
Істра є важливим центром культури у Московській області. Зокрема у місті працює драматичний театр. Окрім того у 1922 році було створено Художньо-історичний музей «Новий Єрусалим», з 1935 р. Московський обласний краєзнавчий музей.

## Пам'ятки історії та архітектури
- Будівля Істринського драматичного театру, збудована у 1914 році в стилі модерн
- Музична школа — збудована в ІІ половині ХІХ ст.. До революції там знаходився дім для зупинки небагатих прочан Новоєрусалимського монастиря
- Новоєрусалимський монастир 1656 р
- Гетсиманський сад — біля стін монастиря
- Преображенська церква 1859 р., поруч джерело і купальня, селище Бужарово, 6 км від Істри[9][12].

## Релігія
Місто Істра є важливим центром релігійного життя РПЦ — саме тут розташовано Новоєрусалимський монастир який є копією Єрусалимського храму Гробу Господнього. Монастир заснований у 1656 році. У центрі монастирського комплексу Воскресенський собор (1658-85). В ансамблі монастиря церкви Різдва Христового з трапезними і Трьохсвятительська (обидві 1686-98), палати архімандрита та лікарняні палати, палац царівни Тетяни Михайлівни, братські і господарські корпуса (1690—1697). За межами монастирських стін — скит Никона (1658). У монастирі знаходиться Храм святих Жінок Мироносиць — його було закладено 17 квітня 2005 року.
Для будівництва головного храму був використаний план єрусалимського храму Гробу Господнього, монастирський пагорб отримав назву Сіон, пагорби на схід і захід — Оливкова гора та Фавор. Село Зінов'єва Пустош була перейменована в Капернаум, річка Істра в Йордан.

## Спорт
У місті базується футбольний клуб «Істра», заснований у 1997 році. Після того, як у 2007 році команда перемогла у першості Росії серед любительських команд, вона почала виступати у другому дивізіоні. У сезоні 2012 року команда виступала у любительській першості, де виступає у ІІІ дивізіоні зоні Московської області, групи «А».

## Видатні особи, пов'язані з Істрою
- Патріарх Никон
- Антон Чехов
- О. В. Щусев — архітектор
- Петро Чайковський
- Ісаак Левітан

## Міста-партнери
- Севастополь
- Лобез
- Петрич
- Лорето

## Цікаві факти
На честь міста також названо автомобіль Москвич — АЗЛК — 2144 «Істра» та малий морський танкер «Істра», який є найстарішим судном Чорноморського флоту і був збудований 1942 року у Гамбурзі під назвою «Кремер Ельмсхорн».

## Галерея

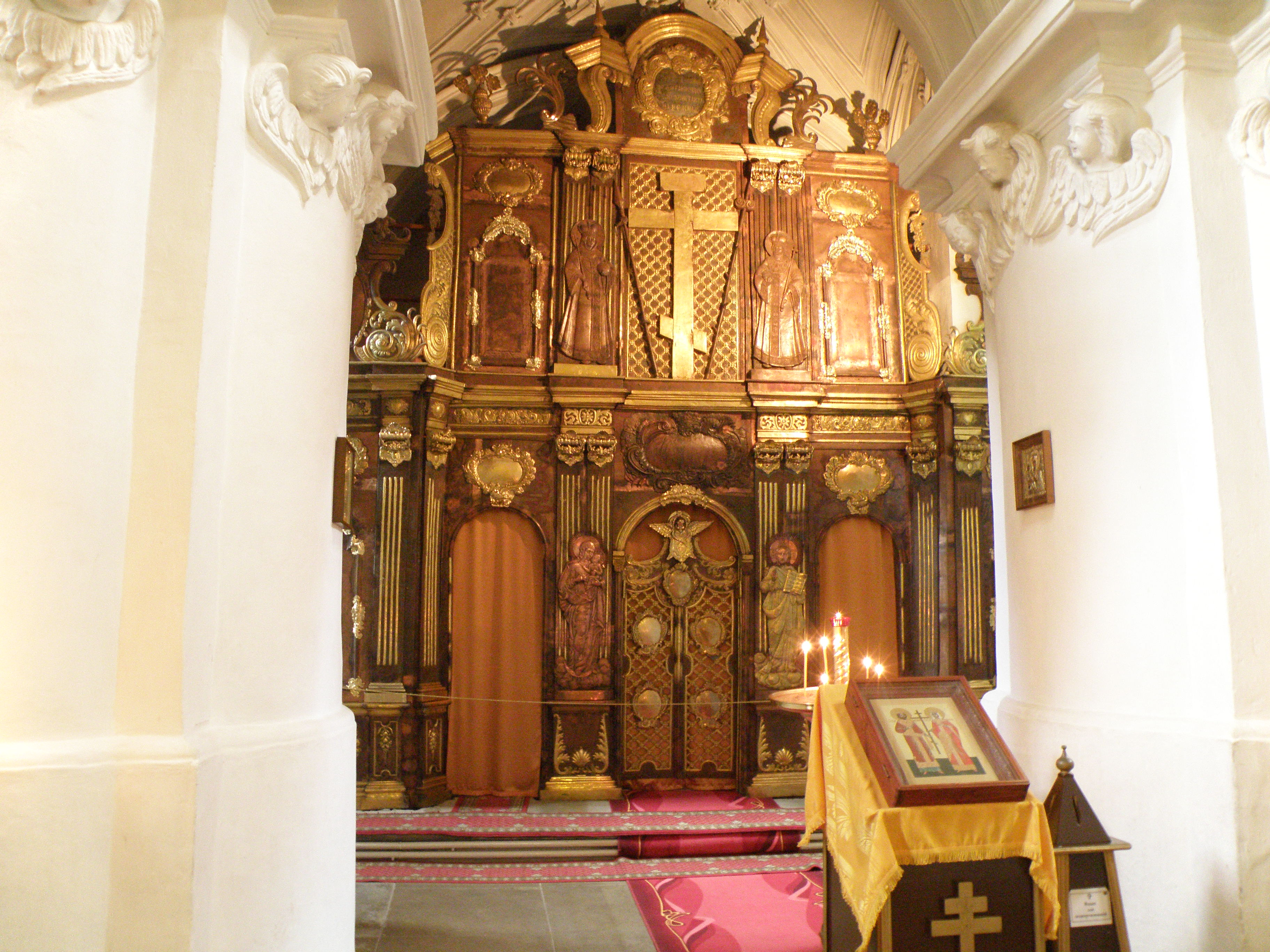
Земляна церква Новоєрусалимського монастиря
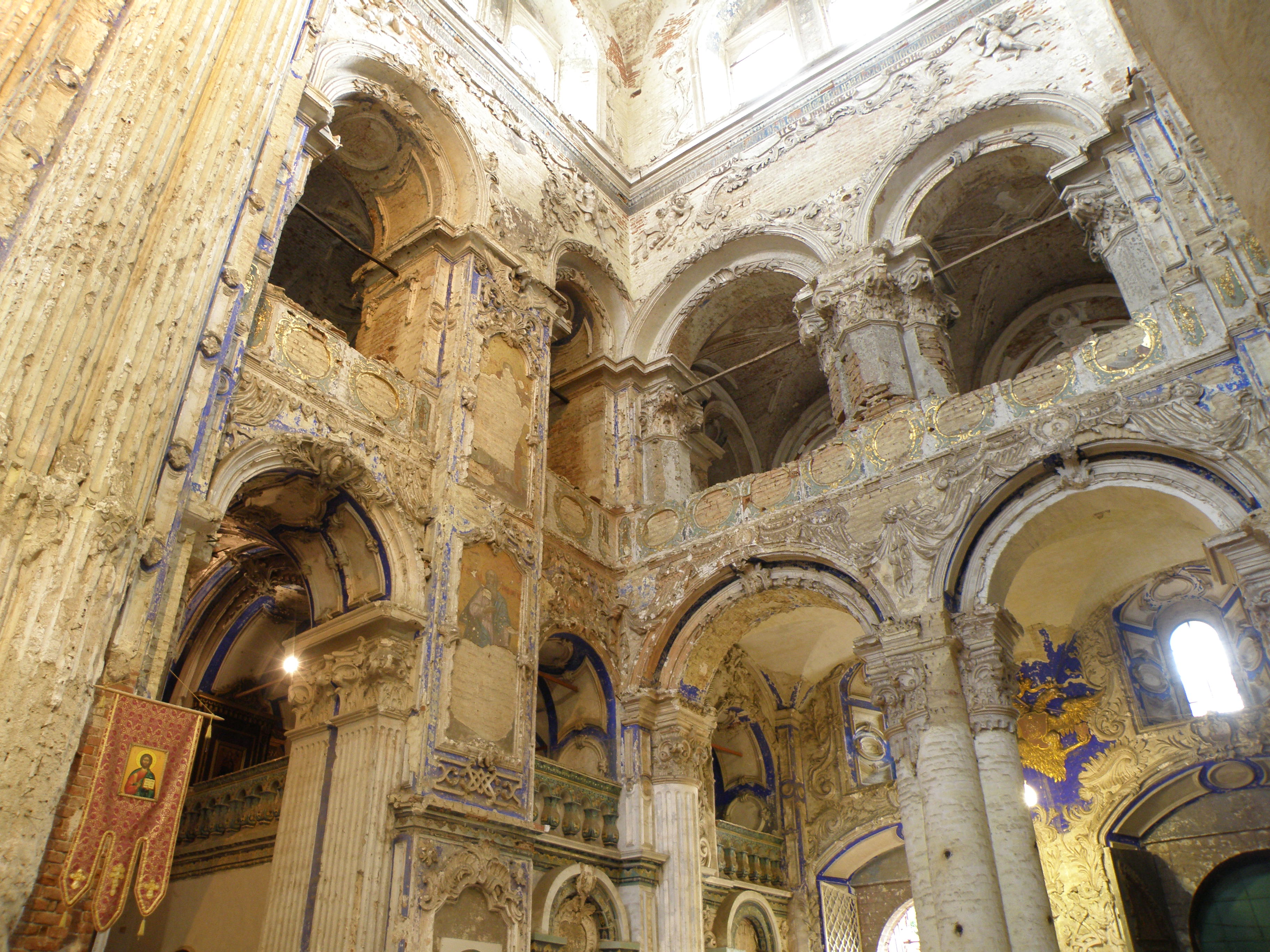
Інтер'єр Воскресенського собору Новоєрусалимського монастиря
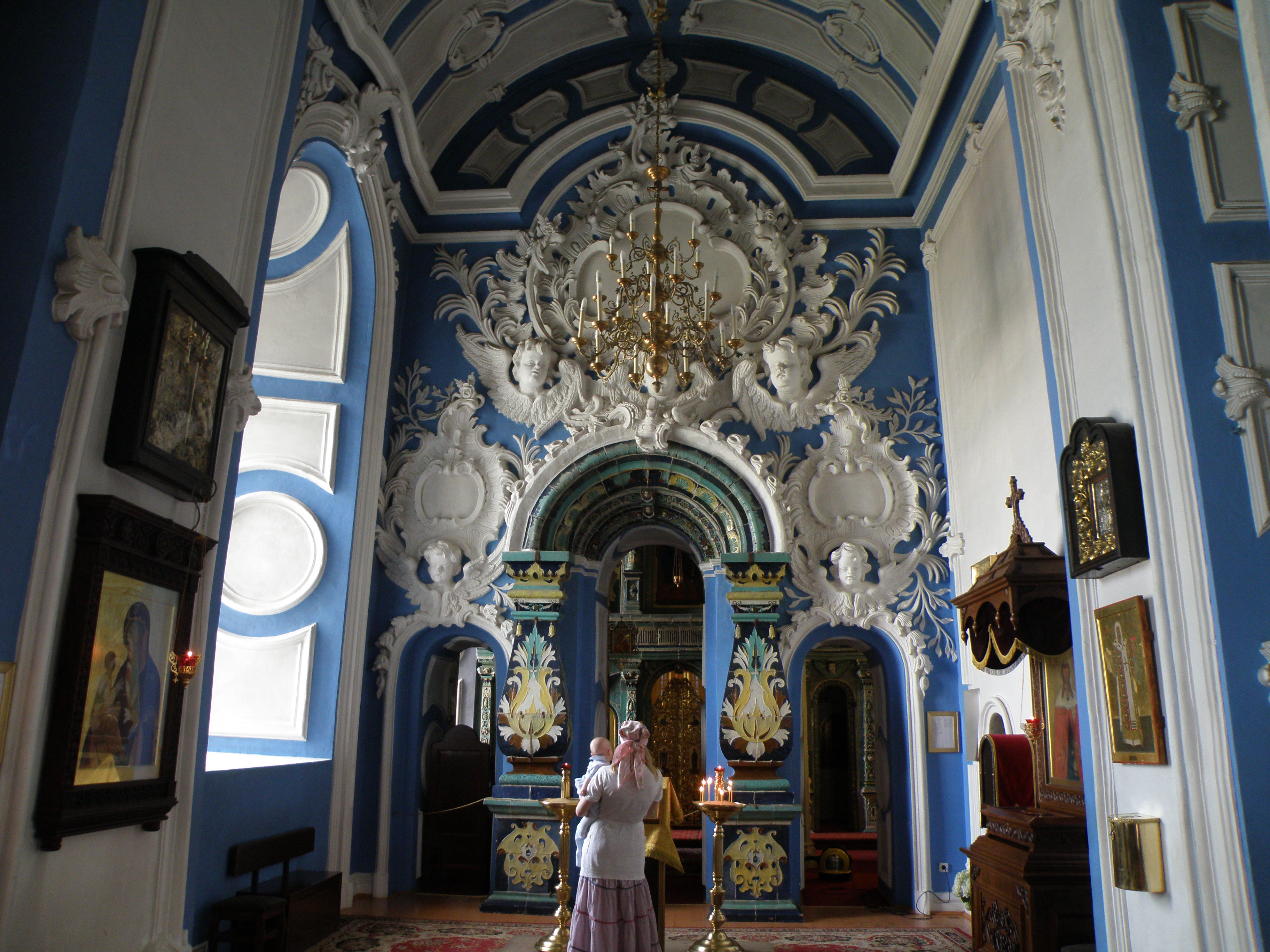
Церква Успіння Пресвятої Богородиці Новоєрусалимського монастиря
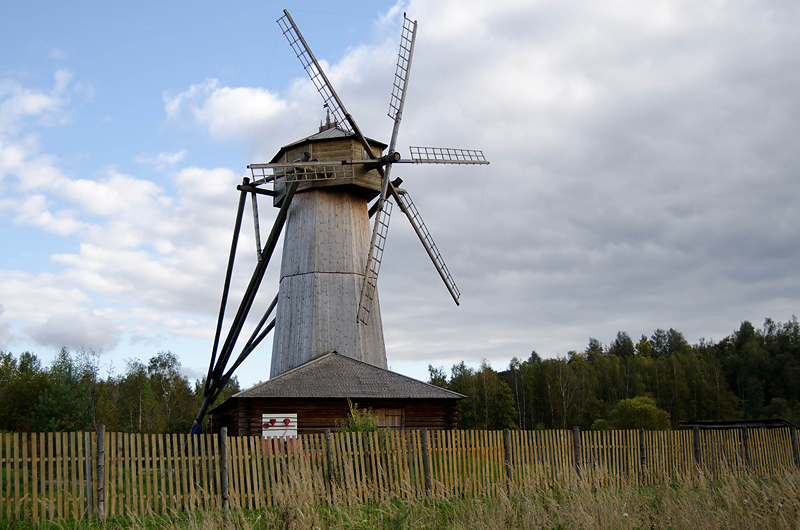
Вітряний млин в Істрі